# Качалко, Иван Елизарович
Иван Елизарович Качалко (1916—2010) — полковник Советской армии, участник Великой Отечественной войны, Герой Советского Союза (1944).

## Биография
Иван Качалко родился 25 сентября 1916 года в селе Карловка (ныне — город в Полтавской области Украины). Окончил неполную среднюю школу и школу фабрично-заводского ученичества. В 1937 году Качалко был призван на службу в Рабоче-крестьянскую Красную армию. В 1941 году он окончил Московское военно-инженерное училище. С декабря 1942 года — на фронтах Великой Отечественной войны. Принимал участие в боях на Сталинградском, Южном, Юго-Западном и 1-м Украинском фронтах. К июлю 1944 года гвардии капитан Иван Качалко командовал 77-м отдельным штурмовым инженерно-сапёрным батальоном 16-й штурмовой инженерно-сапёрной бригады 3-й гвардейской армии 1-го Украинского фронта. Отличился во время форсирования Вислы.
30 июля 1944 года под массированным артиллерийским и миномётным огнём противника, когда переправа в первоначально намеченном месте стала невозможна, Качалко рассредоточил свой батальон и под прикрытием дымовой завесы начал переправу в районе населённого пункта Аннополь в 22 километрах к северо-востоку от Сандомира. Бойцы батальона успешно переправили сначала стрелковые части, а затем и полковую артиллерию.
Указом Президиума Верховного Совета СССР от 23 сентября 1944 года за «мужество и героизм, проявленные при форсировании Вислы и удержании плацдарма на её западном берегу» гвардии капитан Иван Качалко был удостоен высокого звания Героя Советского Союза с вручением ордена Ленина и медали «Золотая Звезда» за номером 1990.
После окончания войны Качалко продолжил службу в Советской Армии. В 1950 году он окончил Военную академию имени Фрунзе. В 1973 году в звании полковника Качалко был уволен в запас. Проживал в Москве. Скончался 4 ноября 2010 года, похоронен в Москве.
Был также награждён орденами Красного Знамени, Отечественной войны 1-й и 2-й степеней, двумя орденами Красной Звезды, орденом «Знак Почёта», рядом медалей.

## Общественные почести
- В 2006 году Ивану Елизаровичу Качалко решением Совета депутатов муниципального округа Текстильщики присвоено звание «Почетный житель муниципального образования Текстильщики в городе Москве».[2]
- В 2011 году на улице Малышева, дом 13, корпус 2, где жил Иван Елизарович Качалко, была открыта мемориальная доска.[3]
- В селе Богатое у монумента "Скорбящая мать" открыли памятную плиту, в честь Героя Советского Союза И.Е. Качалко